# Courtney Whitney
Courtney Whitney, né le 20 mai 1897 à Takoma Park dans le Maryland et mort le 21 mars 1969 à Washington, D.C., est un général et avocat américain.

## Biographie
Courtney Whitney est né le 20 mai 1897 à Takoma Park dans le Maryland. Son père, Milton Whitney, était le premier chef de la Division des Terres Agricoles.
Il a servi durant l'Occupation du Japon.